# Trichogenia hubleyi
Trichogenia hubleyi is een haft uit de familie Heptageniidae. De wetenschappelijke naam van de soort is voor het eerst geldig gepubliceerd in 2006 door Webb & McCafferty.
De soort komt voor in het Australaziatisch gebied.